# Trachea askoldis
Trachea askoldis là một loài bướm đêm trong họ Noctuidae.